# Cleveland Brown
Cleveland Orenthal Brown a Family Guy sorozat mellékszereplője, és A Cleveland-show főszereplője. Peter Griffin afroamerikai szembeszomszédja, jó barátja. Nyugodt, lassú beszédű karakter. Még a Family Guy alatt volt egy "Cleveland's Deli" nevű vegyesboltja. Felesége Loretta Brown volt, akivel a Family Guy 4. évadjában szakítottak, miután Brian és Peter rájött hogy Loretta megcsalja Glenn Quagmire-rel. A Cleveland Show-ban új felesége lesz, gimnáziumi ismerőse, Donna Tubbs, valamint visszaköltözik szülővárosába Stoolband-be.

## Személyisége
Clevelandet általában nagyon békésnek és türelmesnek ábrázolják, és csak ritkán fordul elő, hogy elveszti a türelmét és erőszakhoz folyamodik. Beszéde lassú és békés, általában unalmas. Clevelandet nehéz feldühíteni, az ilyen kevés alkalmak egyike volt például, amikor Loretta megcsalta Quagmirerrel vagy amikor Peter tévedésből meglőtte a fiát. A Cleveland Showban természete élénkül és nevelőszülőként is többször helyt áll.

## Külső hivatkozások
- Cleveland Brown az IMDb-n